# Нагорский сельсовет (Курганская область)
Наго́рский сельсовет — муниципальное образование со статусом сельского поселения в составе Притобольного района Курганской области.
Административный центр — село Нагорское.

## История
В соответствии с Законом Курганской области от 6 июля 2004 года № 419 сельсовет наделён статусом сельского поселения.

## Население
| 2018 |
| ---- |
| 1627 |

## Состав сельского поселения
| № | Населённый пункт | Тип населённого пункта       | Население |
| - | ---------------- | ---------------------------- | --------- |
| 1 | Вавилкова        | деревня                      | ↘2        |
| 2 | Заборская        | деревня                      | ↘9        |
| 3 | Камышное         | село                         | ↘398      |
| 4 | Нагорское        | село, административный центр | ↘621      |
| 5 | Новая Деревня    | деревня                      | ↘123      |
| 6 | Утятское         | село                         | ↘446      |